# Union populaire (Italie, 2022)
Pour les articles homonymes, voir Union populaire.
 (septembre 2022).
La mise en forme du texte ne suit pas les recommandations de Wikipédia : il faut le « wikifier ».
Les points d'amélioration suivants sont les cas les plus fréquents. Le détail des points à revoir est peut-être précisé sur la page de discussion.
- Les titres sont pré-formatés par le logiciel. Ils ne sont ni en capitales, ni en gras.
- Le texte ne doit pas être écrit en capitales (les noms de famille non plus), ni en gras, ni en italique, ni en « petit »…
- Le gras n'est utilisé que pour surligner le titre de l'article dans l'introduction, une seule fois.
- L'italique est rarement utilisé : mots en langue étrangère, titres d'œuvres, noms de bateaux, etc.
- Les citations ne sont pas en italique mais en corps de texte normal. Elles sont entourées par des guillemets français : « et ».
- Les listes à puces sont à éviter, des paragraphes rédigés étant largement préférés. Les tableaux sont à réserver à la présentation de données structurées (résultats, etc.).
- Les appels de note de bas de page (petits chiffres en exposant, introduits par l'outil «  Source ») sont à placer entre la fin de phrase et le point final[comme ça].
- Les liens internes (vers d'autres articles de Wikipédia) sont à choisir avec parcimonie. Créez des liens vers des articles approfondissant le sujet. Les termes génériques sans rapport avec le sujet sont à éviter, ainsi que les répétitions de liens vers un même terme.
- Les liens externes sont à placer uniquement dans une section « Liens externes », à la fin de l'article. Ces liens sont à choisir avec parcimonie suivant les règles définies. Si un lien sert de source à l'article, son insertion dans le texte est à faire par les notes de bas de page.
- La présentation des références doit suivre les conventions bibliographiques. Il est recommandé d'utiliser les modèles {{Ouvrage}}, {{Chapitre}}, {{Article}}, {{Lien web}} et/ou {{Bibliographie}}. Le mode d'édition visuel peut mettre en forme automatiquement les références.
- Insérer une infobox (cadre d'informations à droite) n'est pas obligatoire pour parachever la mise en page.

Pour une aide détaillée, merci de consulter Aide:Wikification.
Si vous pensez que ces points ont été résolus, vous pouvez retirer ce bandeau et améliorer la mise en forme d'un autre article.
L'Union populaire (en italien : Unione Popolare) est une alliance politique de gauche italienne fondée le 9 juillet 2022 par Luigi de Magistris en vue des élections générales italiennes de 2022.

## Histoire
En janvier 2022, lors d'un congrès national de son parti Démocratie et Autonomie (DemA), Luigi de Magistris, ancien maire de Naples, annonce vouloir construire une alliance de partis de gauche autour de son propre mouvement. En février 2022, 4 députés élus sous la bannière du Mouvement 5 étoiles fondent un sous-groupe à la Chambre des députés, ManifestA. Ils rejoignent alors Pouvoir au peuple (PaP) ou le Parti de la refondation communiste,.
Le 28 avril 2022, les quatre députés de ManifestA et Luigi de Magistris tiennent une conférence afin de lancer une coalition opposée à la guerre russo-ukrainienne ainsi qu'au gouvernement de Mario Draghi lors des prochaines élections générales, alors prévues pour 2023. De Magistris précise alors que ce groupe ne rejoindra pas la coalition de centre gauche réunie autour du Parti démocrate (PD),,.
Le 9 juillet 2022, Luigi de Magistris organise l'assemblée « Vers l'Union populaire », à laquelle participe Pouvoir au peuple, le Parti de la refondation communiste, ManifestA et d'autres groupes de gauche. Le groupe y annonce officiellement sa participation aux élections générales de 2022 et y présente son programme,.

## Composition

### Partis fondateurs
| Parti | Parti                                    |
| ----- | ---------------------------------------- |
|       | Démocratie et Autonomie (DemA)           |
|       | Parti de la refondation communiste (PRC) |
|       | Pouvoir au peuple (PaP)                  |
|       | ManifestA                                |
|       | Renaissance socialiste (RS)              |
|       | Parti du Sud (PdS)                       |

## Résultats électoraux

### Parlement de la République italienne
| Chambre des députés |         |      |         |     |                    |
| Année               | Votes   | %    | Sièges  | +/− | Leaders            |
| 2022                | 402,964 | 1.43 | 0 / 400 | –   | Luigi de Magistris |

| Sénat de la République |         |      |         |     |                    |
| Année                  | Votes   | %    | Sièges  | +/− | Leaders            |
| 2022                   | 374,051 | 1.36 | 0 / 200 | –   | Luigi de Magistris |

## Inspirations et relations internationales
Le nom d'« Union populaire » fait référence au slogan et au mouvement homonyme entourant la campagne pour l'élection présidentielle française de 2022 de Jean-Luc Mélenchon, rebaptisé la Nouvelle Union populaire écologique et sociale à la suite d'une alliance avec plusieurs autres partis de gauche rassemblés dans la perspective des élections législatives de 2022. Jean-Luc Mélenchon se déplace d'ailleurs à Rome les 7 et 8 septembre 2022 afin d'apporter son soutien à la coalition.